# James Edward Cootes
James Edward Cootes (Melbourne, Australia, 1 de junio de 1950) es un botánico, profesor, taxónomo y explorador australiano, especialista orquideólogo.

## Honores

### Eponimia
Especies (7 registros)
- (Orchidaceae) Cylindrolobus cootesii (D.P.Banks) Suárez[2]

- (Orchidaceae) Pseudacoridium cootesii (H.A.Pedersen) Szlach. & Marg.[3]
- La abreviatura «Cootes» se emplea para indicar a James Edward Cootes como autoridad en la descripción y clasificación científica de los vegetales.[4]